# Ajuru
Ajuru (Wayoró, Waioró), pleme američkih Indijanaca velike porodice Tupian, porodice Tuparí, nastanjeni danas na tri sela na rezervatu Área Indígena Rio Guaporé u općini Guajará-Mirim u brazilskoj državi Rondônia. 
Ajuru žive od poljodjelstva, obrada svojih polja (roças), lova i ribolova. Preostalo ih je oko 40 (1986. SIL; 80, 2000. SIL). Jezik im se zove wayoró, wayurú, ayurú, ajurú, uaiora ili wajaru.

## Vanjske poveznice
- Ajuru Do Brasil